# SOLAR Records
Solar is een platenlabel voor disco en aanverwante muziekstijlen. De naam staat letterlijk voor Sounds of Los Angeles Records. Het label is voortgekomen uit het Soultrain-label van Dick Griffey, die ook het gelijknamige soul-tv-programma regisseerde.
De bekendste bands waren The Whispers, Shalamar, Midnight Star en de later populaire singer-songwriter en producer Babyface. Producers die voor het label werkte waren Leon F. Sylvers en het duo L.A. Reid en Babyface. De grootste populariteit kende het label aan het begin van de jaren tachtig.